# 十六卫
十六卫，中国古代官制，主要是隋唐到两宋中央禁軍管理機構的統稱。

## 隋唐宋十六衛
隋文帝以府兵制為依託，設置十二府統領禁衛军。隋煬帝大業三年（607年），改為十二衛，加上管理侍衛左右和公衛門禁、不領府兵的左右備身、左右監門，號稱十六衛。每衛有上将军、大将军、将军。下設長史、錄事參軍、兵曹參軍、騎曹參軍、鎧曹參軍。
隋唐十六衛管理內府（親衛府、勛衛府、翊衛府）、外府（折衝府）府兵，掌管宮掖禁衛、京城巡警、京畿烽候道路、督攝隊仗。中唐以後，府兵制至廢止，以彍騎充當宿衛，彍騎之後，神策軍等北衙十军取代。十六衛為虛名。宋朝稱之為環衛官。金朝、元朝設立元帥府、都督府，十六衛廢除。

### 十六衛職守
- 左右衛－掌宮禁宿衛，總領內、外府府兵，及十六衛兵員配發管理，為十六衛核心。
- 左右武衛－掌宮禁宿衛。
- 左右驍衛－掌宮禁宿衛，十六衛中的騎射部隊(豹骑)。
- 左右威衛－掌宮禁宿衛。
- 左右領軍衛－掌宮禁宿衛，十六衛中的弓兵部隊(射聲)。
- 左右金吾衛－掌宫中、京城巡警，烽候、道路、水草之宜。
- 左右監門衛－掌諸門禁衛及門籍。
- 左右千牛衛－掌侍衛及供御兵仗。

## 名稱變動
| 隋            | 隋            | 唐       | 唐       | 唐       | 唐       | 武周（684-705） | 唐       |
| 隋文帝(607年) | 隋文帝(607年) | 622年    | 660年    | 662年    | 670年    | 武周（684-705） | 神龍之後 |
| 左卫府        | 左翊卫府      | 左卫     | 左卫     | 左卫     | 左卫     | 左卫            | 左卫     |
| 右卫府        | 右翊卫府      | 右卫     | 右卫     | 右卫     | 右卫     | 右卫            | 右卫     |
| 左武卫府      | 左武卫府      | 左武卫   | 左武卫   | 左武卫   | 左武卫   | 左鷹揚卫        | 左武卫   |
| 右武卫府      | 右武卫府      | 右武卫   | 右武卫   | 右武卫   | 右武卫   | 右鷹揚卫        | 右武卫   |
| 左武候府      | 左候衛府      | 左武候衛 | 左武候衛 | 左金吾卫 | 左金吾卫 | 左金吾卫        | 左金吾卫 |
| 右武候府      | 右候衛府      | 右武候衛 | 右武候衛 | 右金吾卫 | 右金吾卫 | 右金吾卫        | 右金吾卫 |
| 左領左右府    | 左備身府      | 左府     | 左千牛府 | 左奉宸衛 | 左千牛衛 | 左千牛衛        | 左千牛衛 |
| 左領左右府    | 左騎衛府      | 左骁騎卫 | 左骁騎卫 | 左骁卫   | 左骁騎卫 | 左武威卫        | 左骁卫   |
| 右領左右府    | 右備身府      | 右府     | 右千牛府 | 右奉宸衛 | 右千牛衛 | 右千牛衛        | 右千牛衛 |
| 右領左右府    | 右騎衛府      | 右骁騎卫 | 右骁騎卫 | 右骁卫   | 右骁騎卫 | 右武威卫        | 右骁卫   |
| 左監門府      | 左監門府      | 左监门卫 | 左监门卫 | 左监门卫 | 左监门卫 | 左监门卫        | 左监门卫 |
| 右監門府      | 右監門府      | 右监门卫 | 右监门卫 | 右监门卫 | 右监门卫 | 右监门卫        | 右监门卫 |
| 左領軍府      | 左屯衛府      | 左威卫   | 左威卫   | 左武威卫 | 左威卫   | 左豹韜卫        | 左威卫   |
| 左領軍府      | 左御卫府      | 左領軍卫 | 左領軍卫 | 左戎衛   | 左領軍卫 | 左玉钤卫        | 左领军卫 |
| 右領軍府      | 右屯衛府      | 右威卫   | 右威卫   | 右武威卫 | 右威卫   | 右豹韜卫        | 右威卫   |
| 右領軍府      | 右御卫府      | 右領軍卫 | 右領軍卫 | 右戎衛   | 右領軍卫 | 右玉钤卫        | 右领军卫 |

## 明朝十二衛
明初洪武年間，京衛上直衛設十二衛：錦衣衛、旗手衛、金吾前衛、金吾后衛、羽林左衛、羽林右衛、府軍左衛、府軍右衛、府軍前衛、府軍后衛、虎賁左衛、京衛上宿衛。不隸屬五軍都督府，永樂之後，擴充至二十六衛。
建文四年燕王朱棣發動靖難之變篡位成功，本年改稱洪武三十五年，擢升下列北平燕王三護衛為親軍：
- 羽林前衛－原北平「燕山中護衛」，衛戍午門達承天門左右，逮長安左右門，至皇城東西。
- 金吾左衛－原北平「燕山左護衛」，衛戍東華門左右至東安門左右。
- 金吾右衛－原北平「燕山右護衛」，衛戍西華門左右至西安門左右。

永樂四年再擢升原北平都指揮使司七衛為親軍：
- 燕山左衛－衛戍東華門左右至東安門左右。
- 燕山右衛－衛戍西華門左右至西安門左右。
- 燕山前衛－衛戍午門達承天門左右，逮長安左右門，至皇城東西。
- 大興左衛－衛戍玄武門左右至北安門左右。
- 濟陽衛－衛戍午門達承天門左右，逮長安左右門，至皇城東西。
- 濟州衛－衛戍午門達承天門左右，逮長安左右門，至皇城東西。
- 通州衛－原北平都指揮使司「安吉衛」，衛戍玄武門左右至北安門左右。

宣德八年設以下四衛，掌隨駕護衛：
- 騰驤左衛
- 騰驤右衛－舊為神武前衛。
- 武驤左衛
- 武驤右衛

以上二十六衛俱稱親軍都指揮使司，不屬五軍都督府管轄。